# La Croix-Saint-Leufroy
La Croix-Saint-Leufroy és un municipi francès situat al departament de l'Eure i a la regió de Normandia. L'any 2007 tenia 1.057 habitants.

## Demografia

### Població
El 2007 la població de fet de La Croix-Saint-Leufroy era de 1.057 persones. Hi havia 412 famílies, de les quals 98 eren unipersonals (37 homes vivint sols i 61 dones vivint soles), 127 parelles sense fills, 167 parelles amb fills i 20 famílies monoparentals amb fills.
La població ha evolucionat segons el següent gràfic:
Habitants censats

### Habitatges
El 2007 hi havia 481 habitatges, 412 eren l'habitatge principal de la família, 50 eren segones residències i 19 estaven desocupats. 449 eren cases i 29 eren apartaments. Dels 412 habitatges principals, 312 estaven ocupats pels seus propietaris, 88 estaven llogats i ocupats pels llogaters i 12 estaven cedits a títol gratuït; 6 tenien una cambra, 16 en tenien dues, 64 en tenien tres, 132 en tenien quatre i 194 en tenien cinc o més. 314 habitatges disposaven pel capbaix d'una plaça de pàrquing. A 179 habitatges hi havia un automòbil i a 200 n'hi havia dos o més.

### Piràmide de població
La piràmide de població per edats i sexe el 2009 era:
| Homes | Edats   | Dones |
| ----- | ------- | ----- |
| 0     | 95 o +  | 0     |
| 4     | 90 a 94 | 0     |
| 5     | 85 a 89 | 5     |
| 2     | 80 a 84 | 1     |
| 22    | 75 a 79 | 21    |
| 10    | 70 a 74 | 13    |
| 35    | 65 a 69 | 31    |
| 11    | 60 a 64 | 34    |
| 17    | 55 a 59 | 11    |
| 32    | 50 a 54 | 19    |
| 35    | 45 a 49 | 30    |
| 18    | 40 a 44 | 36    |
| 60    | 35 a 39 | 47    |
| 46    | 30 a 34 | 64    |
| 38    | 25 a 29 | 19    |
| 17    | 20 a 24 | 11    |
| 34    | 15 a 19 | 11    |
| 24    | 10 a 14 | 37    |
| 37    | 5 a 9   | 43    |
| 30    | 0 a 4   | 44    |

## Economia
El 2007 la població en edat de treballar era de 642 persones, 501 eren actives i 141 eren inactives. De les 501 persones actives 455 estaven ocupades (251 homes i 204 dones) i 44 estaven aturades (22 homes i 22 dones). De les 141 persones inactives 42 estaven jubilades, 44 estaven estudiant i 55 estaven classificades com a «altres inactius».

### Ingressos
El 2009 a La Croix-Saint-Leufroy hi havia 438 unitats fiscals que integraven 1.113,5 persones, la mediana anual d'ingressos fiscals per persona era de 20.355 €.

### Activitats econòmiques
Dels 59 establiments que hi havia el 2007, 2 eren d'empreses alimentàries, 4 d'empreses de fabricació d'altres productes industrials, 9 d'empreses de construcció, 11 d'empreses de comerç i reparació d'automòbils, 3 d'empreses de transport, 3 d'empreses d'hostatgeria i restauració, 2 d'empreses d'informació i comunicació, 1 d'una empresa financera, 3 d'empreses immobiliàries, 8 d'empreses de serveis, 9 d'entitats de l'administració pública i 4 d'empreses classificades com a «altres activitats de serveis».
Dels 15 establiments de servei als particulars que hi havia el 2009, 1 era una oficina de correu, 1 taller de reparació d'automòbils i de material agrícola, 1 autoescola, 2 paletes, 1 fusteria, 3 lampisteries, 1 electricista, 1 perruqueria, 1 restaurant, 2 agències immobiliàries i 1 saló de bellesa.
Dels 3 establiments comercials que hi havia el 2009, 2 eren fleques i 1 una fleca.
L'any 2000 a La Croix-Saint-Leufroy hi havia 14 explotacions agrícoles que ocupaven un total de 854 hectàrees.

## Equipaments sanitaris i escolars
L'únic equipament sanitari que hi havia el 2009 era una farmàcia.
El 2009 hi havia una escola elemental integrada dins d'un grup escolar amb les comunes properes formant una escola dispersa.

## Poblacions més properes
El següent diagrama mostra les poblacions més properes.